# Seventeam
Seventeam Electronics CO., LTD. es una compañía de Taiwán que fabrica fuentes de alimentación para ordenadores, cómputos industriales y servidores. Algunos productos de Cooler Master y Silverstone son fabricadas por Seventeam y renombradas por estas marcas.

## Novedades
Las fuentes de alimentación industriales de serie MAC y UAG fueron escogidas por El Comité Olímpico de Pekín 2008 para los kioscos de información, sistemas de vigilancia, paneles de LCD y paneles de orientación. La estabilidad de la calidad Seventeam fue lo decisivo para ser escogido para los equipos de servicio en los JJ. OO. de Pekín.